# Marcin Broniewski (podróżnik)
Marcin Broniewski (Broniowski) herbu Tarnawa, znany jako Martinus Bronovius de Biezdzfedea (zm. przed 31 marca 1593) – sekretarz Stefana Batorego, polski podróżnik, historyk, kartograf, dyplomata, kronikarz, pamiętnikarz i wydawca.

## Życiorys
Urodził się w I połowie XVI w. w rodzinie Broniowskich, właścicieli Bieździedzy pieczętujących się herbem Tarnawa. Gałąź bieździedzka rodu Broniewskich wywodzi się z gniazda majątku Broniewice, w dawnym powiecie sandomierskim. Za czasów króla Kazimierza Jagiellończyka (1447-1492) wszyscy należący do tego gniazda przyjęli nazwisko Broniewski, pisane często początkowo, jako Broniowski. Syn Stanisława, brat Jerzego, Mikołaja i Krzysztofa. Posiadał dobre wykształcenie, lecz nieznane jest miejsce studiów. Dworzanin królewski Zygmunta Augusta, który należał do obozu katolickiego i podpisał protestację przeciwko konfederacji warszawskiej. Od 1577, na dworze króla Stefana Batorego, pełnił funkcję sekretarza monarchy. Jako burgrabia krakowski, nagrodzony został przez Jana Olbrachta starostwem w Lubaczowie i wójtostwami potwierdzonymi także przez Zygmunta I Starego, które utorowały drogę do dworu królewskiego następnym z rodu. Jako poseł polski do chana perekopskiego Machmet Gireja (4 kwietnia 1578) był architektem zawartego układu pokojowego. Rok później ponownie posłował do Tatarów. W 1580 powrócił i lata następne spędził na dworze królewskim. Po śmierci Stefana Batorego wystąpił w obronie swych praw majątkowych na sejmie konwokacyjnym 1587, domagając się jednocześnie wynagrodzenia za poselstwo do Tatarów. W czasie sejmu elekcyjnego był zwolennikiem Piasta, godząc się w ostateczności na królewicza szwedzkiego. Dla wymierzenia sprawiedliwości napadł na majątek Familicze, należący do prawosławnego biskupa łuckiego - Terleckiego. Schyłek życia prawdopodobnie spędził zajmując się rzemiosłem wojennym. Poseł na sejm koronacyjny 1587/1588 roku z województwa ruskiego.
Był podróżnikiem i twórcą pierwszego opisu ówczesnego Krymu – Tartariae descriptio (Opis Tatarii) w języku łacińskim i zarazem pierwszej informacji o żyjącym tam ludzie. Mapy północnych wybrzeży Morza Czarnego, które sporządził, były równie unikalnymi co jedynymi i uważane są dzisiaj za wybitny zabytek i osiągnięcie polskiej kartografii, a o ich nie tylko zabytkowej klasie może świadczyć fakt, iż ostatni raz drukiem wydano je w 1963.

## Twórczość

### Dzieła
- Tartariae descrpitio... cum tabula geographica eiusdem Chersonesus Tauricae[5], dedykowane Stefanowi Batoremu, dat. 1 stycznia 1579, wydane z broszurami innych autorów, Köln 1595, drukarnia Officina Birckmannica
- Tartariae descriptio = Opis Tatarii, przeł. Ewa Śnieżewska, red. Magdalena Mączyńska, Łódź: Stowarzyszenie Naukowe Archeologów Polskich 2011.

### Prace edytorskie
- M. Bucella Epistola... Georgii Chiacor... de morbo et obitu... Stephani regis, Koloszwar 1587

#### Materiały
- Instrukcja Stefana Batorego dot. poselstwa do cara perekopskiego (12 września 1578, Lwów - wyd. I. Polkowski "Sprawy wojenne króla Stefana Batorego. Dyjaryjusze, relacyje, listy i akta z lat 1576-1586", Kraków 1887, w: Acta Historica Res Gestas Poloniae Illustrantia, t. 11)